# Преображенска скупштина
Преображенска скупштина је било заседање скупштине у периоду од 6. до 20. августа 1861. године. Кнез Михаило Обреновић, који је 1860. године други пут ступио на српски престо, морао је да сазове скупштину да би проширио своју владавину. Скупштина је заседала у Крагујевцу.
Његову власт је до тада ограничавао такозвани Турски устав из 1838. године, који је донела Висока порта Турске, да би ограничили власт Милошу Обреновићу.
На скупштини, Михаило је донео низ закона, којима је вешто изманеврисао одредбе Турског устава, и себи учврстио и проширио власт. Тиме је и укинуо Турски устав.
На скупштини, оформљена је и Народна војска.
Кнез Михаило Обреновић је владао до 1868. године, када је убијен у Кошутњаку.

## Преображенска ванредна народна скупштина у Крагујевцу
Кнез Милош умро је 14. септембра 1860, a на српски кнежевски престо дошао је Кнез Михаило. Малогоспођинска народна скупштина последња је по реду из друге владавине Кнеза Милоша. Годину дана по преузимању власти, Кнез Михаило је својим указом од 19. јула 1861. одредио да се распишу избори за ванредну народну скупштину с тим да се она састане 6 августа исте године у Крагујевцу.
Избори за скупштину извршени су према одредбама Закона о народној скупштини који је донела Светоандрејска скупштина 1858 г. Изабран је 221 посланик. Истога дана кад се састала, скупштина је извршила и избор часништва. За председника био је изабран Тодор Туцаковић, за потпредседника Мијалко Раденковић, a за секретаре Јован Ристић и Алекса Романовић. Седнице су отворене Кнежевом беседом, на коју је скупштина одговорила адреоом.
Скупштина је, брзим и простим претресом, примила следеће законе које јој је влада поднела: једну допуну закона о наследном кнежевском достојанству, закон о Државном савету, закон о народној скупштини и неке законе мање важности. О току рада вођен је „Протокол" у коме су забележени сви предлози и закључци скупштине, a њих је било 143.

## Одредбе новог закона о народној скупштини
Одредбе новог закона о народној скупштини су ове:
- (Чл. 1) Народна скупштина састоји се из слободно изабраних народних посланика.
- (Чл. 2) Народна скупштина може бити према отачаственој потреби Обична или Велика.
- (Чл. 3) На обичним народним скупштинама, које се сваке треће године имају редовно држати — a ванредне се могу сазивати и пре тога рока када Кнез нађе за сходно — има се народ саслушати:
  - 1) о свим тегобама и потребама својим, као и о начину на који мисли да би се истима могло помоћи;
  - 2) о предметима оним о којима би Кнез и правитељство желело чути глас народа. Нарочито пак свагда ће се народ саслушати:
    - а) ако би се породило питање о полезности уступања или промене ког краја области српске;
    - б) ако би требало да се повећа данак, или да се промени систем данка;
    - в) ако би се породило питање о промени устава.
- (Чл. 4) Скупштина има право да тражи да преко једне своје комисије прегледа стање народне касе.
- (Чл. 5) Кад се држи ванредна скупштина, трогодишњи период за нову скупштину рачунаће се од дана држања ванредне скупштине.
- (Чл. 6) Велика народна скупштина одржаће се у случају упражњеша престола, избора новог кнеза, усвојења престолонаследника и избора намесника.
- (Чл. 12) Посланици не могу бити одговорни за оно што говоре у скупштини и за давање свога гласа. Одговорни €у једино у случају ако у скупштини учине дело које се казни по казненом закону.
- (Чл. 14) За време трајања намесништва не може бити предложена нити закључена измена устава.
- (Чл. 17) Посланици се посебно бирају за сваку скупштину.
- (Чл. 23, 24) Избори се врше: у срезовима посредно, преко повереника, a у варошима окружним и у Београду директно.
- (Чл. 33) Скупштима може радити када седници присуствују две трећине посланика. Комисија од 18 посланика, под председањем министра правде, прегледаће пуномоћства. Скупштинско часништво поставља Кнез, и то председника и потпредседника из саме скупштине, a секретари скупштински не морају бити народни посланици. На великим скупштинама, председништво бира сама скупштина, већином гласова.
- (Чл. 39) Закључак скупштински је пуноважан кад за њега гласа најмање половина присутних посланика.
- (Чл. 13, 40) Своје донесене закључке, скупштина подноси Кнезу. Њезини предлози чиниће се просто, a не у виду формалних пројеката.